# Olympische Winterspiele 1968/Teilnehmer (Finnland)
| Gelbes Symbol für Goldmedaillen mit stilisierten Olympischen Ringen | Graues Symbol für Silbermedaillen mit stilisierten Olympischen Ringen | Braundes Symbol für Bronzemedaillen mit stilisierten Olympischen Ringen |
| ------------------------------------------------------------------- | --------------------------------------------------------------------- | ----------------------------------------------------------------------- |
| 1                                                                   | 2                                                                     | 2                                                                       |

Finnland nahm an den X. Olympischen Winterspielen 1968 im französischen Grenoble mit einer Delegation von 52 Athleten in sieben Disziplinen teil, davon 44 Männer und 8 Frauen. Mit einer Goldmedaille, zwei Silbermedaillen und zwei Bronzemedaillen erreichte Finnland Platz zehn im Medaillenspiegel.
Fahnenträger bei der Eröffnungsfeier war der Skispringer Veikko Kankkonen.

## Teilnehmer nach Sportarten

### Biathlon
- Heikki Flöjt
4 × 7,5 km Staffel: 5. Platz (2:20:41,8 h)

- Arve Kinnari
20 km Einzel: 5. Platz (1:19:47,9 h)
4 × 7,5 km Staffel: 5. Platz (2:20:41,8 h)

- Mauno Luukkonen
20 km Einzel: 31. Platz (1:28:18,8 h)

- Yrjö Salpakari
20 km Einzel: 25. Platz (1:27:11,6 h)

- Juhani Suutarinen
4 × 7,5 km Staffel: 5. Platz (2:20:41,8 h)

- Kalevi Vähäkylä
20 km Einzel: 9. Platz (1:20:56,5 h)
4 × 7,5 km Staffel: 5. Platz (2:20:41,8 h)

### Eishockey
Männer
| - Urpo Ylönen - Paavo Tirkkonen - Juha Rantasila - Pekka Kuusisto - Lalli Partinen - Seppo Lindström - Matti Reunamäki - Juhani Wahlsten - Matti Keinonen | - Lasse Oksanen - Jorma Peltonen - Esa Peltonen - Kari Johansson - Veli-Pekka Ketola - Matti Harju - Pekka Leimu - Ilpo Koskela |

- 5. Platz

### Eisschnelllauf
Männer
- Seppo Hänninen
500 m: 8. Platz (40,8 s)

- Raimo Hietala
1500 m: 24. Platz (2:11,7 min)
5000 m: 17. Platz (7:54,0 min)
10.000 m: 20. Platz (16:45,9 min)

- Olavi Hjellman
500 m: 40. Platz (43,1 s)
1500 m: 21. Platz (2:10,1 min)

- Kimmo Koskinen
500 m: 23. Platz (41,7 s)
1500 m: 18. Platz (2:07,9 min)
5000 m: 9. Platz (7:35,9 min)
10.000 m: 14. Platz (16:15,7 min)

- Jouko Launonen
500 m: 33. Platz (42,6 s)
1500 m: 14. Platz (2:07,5 min)
5000 m: 15. Platz (7:46,5 min)
10.000 m: 12. Platz (16:02,1 min)

Frauen
- Arja Kantola
500 m: 12. Platz (47,4 s)
1000 m: 22. Platz (1:37,9 min)
1500 m: 22. Platz (2:33,2 min)
3000 m: 24. Platz (5:30,7 min)

- Kaija-Liisa Keskivitikka
500 m: 18. Platz (48,1 s)
1000 m: 8. Platz (1:34,8 min)
1500 m: 6. Platz (2:25,8 min)
3000 m: 4. Platz (5:03,9 min)

- Kaija Mustonen
500 m: 6. Platz (46,7 s)
1000 m: 4. Platz (1:33,6 min)
1500 m: Gold  (2:22,4 min, olympischer Rekord)
3000 m: Silber  (5:01,0 min)

### Nordische Kombination
- Esa Klinga
Einzel (Normalschanze/15 km): 4. Platz (356,74)

- Raimo Majuri
Einzel (Normalschanze/15 km): 36. Platz (338,28)

- Ilpo Nuolikivi
Einzel (Normalschanze/15 km): 30. Platz (364,28)

### Ski Alpin
Männer
- Ulf Ekstam
Abfahrt: 30. Platz (2:06,14 min)
Riesenslalom: 36. Platz (3:45,75 min)
Slalom: 18. Platz (1:44,92 min)

- Raimo Manninen
Abfahrt: disqualifiziert
Riesenslalom: 30. Platz (3:42,03 min)
Slalom: im Vorlauf ausgeschieden

### Skilanglauf
Männer
- Kalevi Laurila
15 km: 4. Platz (48:37,6 min)
30 km: 6. Platz (1:37:29,8 h)
50 km: 11. Platz (2:31:24,9 h)
4 × 10 km Staffel: Bronze  (2:10:56,7 h)

- Eero Mäntyranta
15 km: Silber  (47:46,1 min)
30 km: Bronze  (1:36:55,3 h)
50 km: 15. Platz (2:32:53,8 h)
4 × 10 km Staffel: Bronze  (2:10:56,7 h)

- Kalevi Oikarainen
15 km: 10. Platz (49:11,1 min)
30 km: 7. Platz (1:37:34,4 h)
4 × 10 km Staffel: Bronze  (2:10:56,7 h)

- Pauli Siitonen
50 km: 19. Platz (2:34:31,2 h)

- Hannu Taipale
15 km: Rennen nicht beendet
30 km: 22. Platz (1:40:05,1 h)
50 km: 14. Platz (2:32:37,7 h)
4 × 10 km Staffel: Bronze  (2:10:56,7 h)

- Arto Tiainen
30 km: 16. Platz (1:38:51,1 h)

Frauen
- Marjatta Kajosmaa
5 km: 5. Platz (16:54,6 min)
10 km: 5. Platz (38:09,0 min)
3 × 5 km Staffel: 4. Platz (58:45,1 min)

- Marjatta Muttilainen-Olkkonen
5 km: 11. Platz (17:12,4 min)
3 × 5 km Staffel: 4. Platz (58:45,1 min)

- Senja Pusula
5 km: 8. Platz (17:00,3 min)
10 km: 12. Platz (39:12,5 min)
3 × 5 km Staffel: 4. Platz (58:45,1 min)

- Liisa Suihkonen
10 km: 18. Platz (39:55,3 min)

- Helena Takalo-Kivioja
5 km: 22. Platz (17:46,2 min)
10 km: Rennen nicht beendet

### Skispringen
- Veikko Kankkonen
Normalschanze: 17. Platz (205,1)
Großschanze: 24. Platz (188,9)

- Topi Mattila
Normalschanze: 5. Platz (211,9)
Großschanze: 49. Platz (150,5)

- Seppo Reijonen
Großschanze: 40. Platz (170,1)

- Juhani Ruotsalainen
Normalschanze: 39. Platz (184,4)
Großschanze: 50. Platz (149,2)

- Heikki Väisänen
Normalschanze: 45. Platz (170,8)